# Petryków (obwód tarnopolski)
Petryków – wieś na Ukrainie w rejonie tarnopolskim należącym do obwodu tarnopolskiego, położona nad rzeką Seret.
Wieś istniała w roku 1469. Starosta trembowelski Bernard Maciejowski w 1547 nabył Petryków prawem lennym.
1 kwietnia 1943 wyłączony z gminy Berezowica Wielka i włączony do Tarnopola. Po wojnie znów samodzielna wieś.

## Literatura
- Petrikow villa. [W:] Akta grodzkie i ziemskie. T. XII. Lwów, 1888, s. 93, 498 etc. (łac.)
- Zródla dziejowe. T. XVIII. Cz. II. Polska XVI wieku pod względem geograficzno-statystycznym. Cz. I. Ziemie ruskie. Ruś Czerwona. wbc.poznan.pl. [zarchiwizowane z tego adresu (2019-02-13)].. Warszawa: Skład główny u Gerberta i Wolfa, 1902, s. 42 [188].